# (1128) Astrid

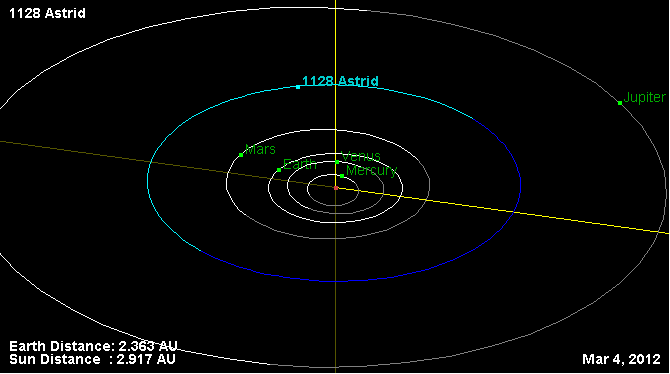
Ilustracja planety

(1128) Astrid – planetoida z grupy pasa głównego asteroid okrążająca Słońce w ciągu 4 lat i 241 dni w średniej odległości 2,79 au. Została odkryta 10 marca 1929 w Observatoire Royal de Belgique w Uccle przez Eugène’a Delporte. Nazwa planetoidy pochodzi od Astrid, królowej Belgów, żony Leopolda III. Przed nadaniem nazwy planetoida nosiła oznaczenie tymczasowe (1128) 1929 EB.